# سانی ساید (نیومکزیکو)
سانی ساید (به انگلیسی: Sunny Side) یک منطقهٔ مسکونی در ایالات متحده آمریکا است که در شهرستان کالفکس، نیومکزیکو واقع شده‌است. سانی ساید ۱٬۹۴۵٫۸۷ متر بالاتر از سطح دریا واقع شده‌است.